# Guttannen
Guttannen és un municipi del cantó de Berna (Suïssa), situat a l'antic districte d'Oberhasli i a l'acutual Interlaken-Oberhasli.

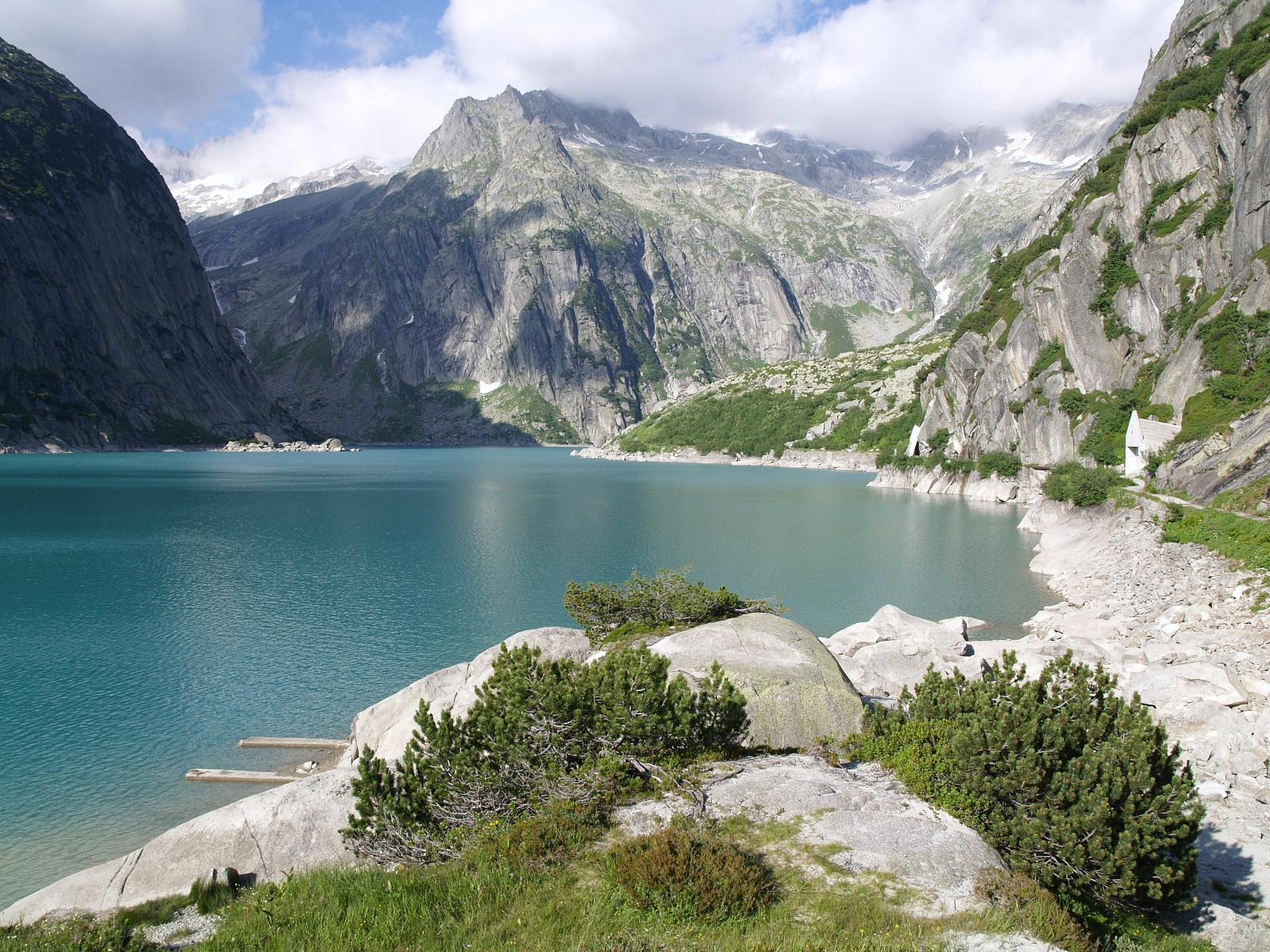
Llac